# Мальтузианская ловушка

Мальтус опасался, что производство пищи может не справиться с быстрым ростом населения

Мальтузианская ловушка (англ. Malthusian trap) — типичная для доиндустриальных обществ периодически повторяющаяся ситуация, в результате которой рост населения в конечном счёте обгоняет рост производства пищевых продуктов, ограниченного плодородием почвы (земельными ресурсами).

## Мальтузианство
В доиндустриальных обществах в долгосрочной перспективе не происходит ни роста производства продуктов питания на душу населения, ни улучшения условий существования подавляющего большинства населения, а напротив — оно остаётся на уровне, близком к уровню голодного выживания. Более того, при достижении критической плотности, население, как правило, прореживается катастрофическими депопуляциями, такими как войны, эпидемии или голод.
В доиндустриальных обществах, ещё не имеющих государственности, — родо-племенных объединениях, потолок ёмкости среды не достигался за счёт того, что население гибло в бесконечных междоусобных войнах, набегах на соседние племена и в результате кровной вражды. Известны, например, ритуальные войны папуасов — аборигенов Новой Гвинеи. Оседлость и скученность населения приводили к распространению инфекционных заболеваний и возникновению эпидемий из-за антисанитарии и слабого развития медицины.
В Высоком Средневековье избыточные массы безземельной бедноты, подгоняемые голодом и ведомые жаждущими наживы рыцарями-крестоносцами, отправлялись в Крестовые походы, где, в попытках завоевания новых земель на востоке, большинство их погибало.
У кочевых народов потолок ёмкости среды и критическое демографическое давление достигались очень быстро, несмотря на то, что количество имеющего короткий жизненный цикл скота может расти ещё быстрее, чем численность населения. Происходило это в силу ограниченности площадей природных пастбищ, которых для прокорма животных нужно очень много (из-за чего кочевое скотоводство могло прокормить гораздо меньше людей на единицу площади, чем земледелие). Это приводило к периодическим волнам кочевых нашествий на земледельческие регионы, где гонимым перспективой голода кочевникам, в первую очередь, были нужны новые пастбища для скота.
Современный пример катастрофической депопуляции — геноцид в Руанде, перенаселённой аграрной африканской стране, где жертвами «этнических чисток» в 1994 году стали около миллиона человек (погибло 20 % населения страны и ещё больше стали беженцами). Примеры последствий аграрного перенаселения на постсоветском пространстве — беспорядки в Оше в 1990 году и, там же, в 2010 году, в Ферганской долине (Кыргызстан), с тысячами погибших и сотнями тысяч беженцев.
Относительный рост потолка ёмкости среды (в результате волны технологических инноваций или социально-демографического коллапса) в этих условиях ведёт лишь к временному улучшению условий жизни большинства населения, что, в свою очередь, приводит к резкому ускорению темпов демографического роста. Так как в доиндустриальных обществах эти темпы всегда в конечном счёте оказывались значительно более высокими, чем темпы технологического роста (а значит, и роста производства продуктов питания), производство продуктов питания на душу населения достаточно быстро (за период порядка 25 лет) понижалось до уровня голодного выживания.
В последние десятилетия площадь сельхозугодий на душу населения в развивающихся странах постоянно уменьшается вместе с ростом их населения. В XXI веке в мире фактически произошла стабилизация площади пахотных земель, распашка новых, менее удобных площадей может привести к удорожанию производства сельхозпродукции и отрицательным последствиям для окружающей среды — опустыниванию, как это происходит в Африке.

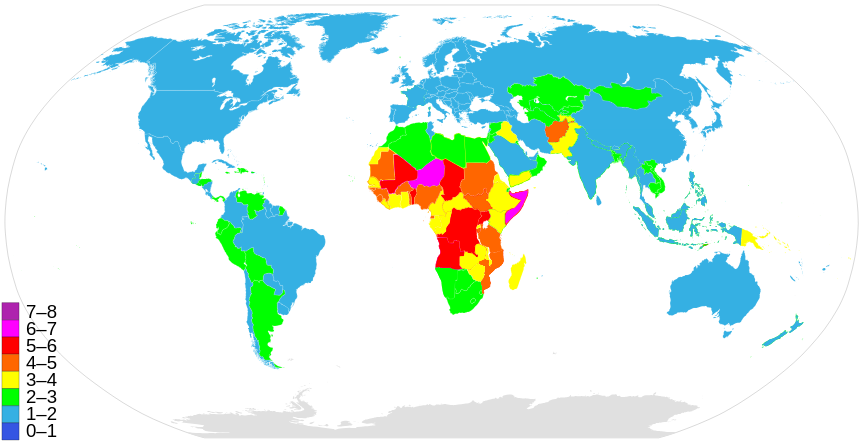
Карта мира по среднему количеству детей, рождëнных женщиной в течение жизни, с учётом средних показателей для женщин всех возрастов, данные 2020 года (подробнее см. Список стран)
7-8 детей
6-7 детей
5-6 детей
4-5 детей
3-4 ребёнка
2-3 ребёнка
1-2 ребёнка
0-1 ребёнок

| 7-8 детей 6-7 детей | 5-6 детей 4-5 детей | 3-4 ребёнка 2-3 ребёнка | 1-2 ребёнка 0-1 ребёнок |

## История
«Мальтузианской ловушкой» это явление названо потому, что оно было впервые замечено и достаточно строго описано Томасом Мальтусом в 1798 году. Хотя те же выводы можно встретить в работе Роберта Уоллеса (1753 год) и у Адама Смита в книге «Исследование о природе и причинах богатства народов», выпущенной в 1776 году, 22 годами ранее.

## Пути преодоления
Выход из мальтузианской ловушки возможен, если темпы роста производства продуктов питания либо темпы роста ВВП постоянно выше темпов роста населения. Стабильный выход из мальтузианской ловушки может осуществиться только в процессе или результате модернизации общества (например, в ходе промышленной революции в Европе конца XIX века или в ходе догоняющей индустриализации в раннем СССР). При этом могут возникнуть другие — «модернизационные» ловушки — кризисы перепроизводства, безработица, углубление социального неравенства в процессе накопления капитала, большое ограничение свободы населения, которые также могут привести к социальным конфликтам, революциям и гражданским войнам («марксова ловушка», по аналогии с «мальтузианской»). Выход из мальтузианской ловушки для отдельной страны может занять несколько десятилетий.
Высокоурбанизированные индустриальные и постиндустриальные сообщества имеют достаточно низкую рождаемость (до уровня простого замещения поколений), а возможность создавать сельскохозяйственную технику, удобрения, сложные ирригационные комплексы и т. д. существенно повышает эффективность сельского хозяйства и увеличивает производство пищи («зелёная революция»). В настоящее время в развитых странах 3−4 % сельского населения могут прокормить всю страну. Система социальной защиты населения и прочие меры, принятые в развитых странах, позволяют смягчить социальную напряжённость в обществе.
Поэтому к настоящему времени большинству стран мира удалось выйти из мальтузианской ловушки (исключение пока составляют некоторые страны третьего мира, прежде всего в Тропической Африке). Демографический взрыв в странах третьего мира Африки и Ближнего Востока, и вызванные им нехватка сельскохозяйственных земель, массовая безработица среди молодёжи являются одними из основных причин локальных конфликтов и революций в этих регионах, а также причиной Европейского миграционного кризиса, считает демограф Анатолий Вишневский. Выход из данной ситуации он видит в политике ограничения рождаемости и повышении уровня образования в развивающихся странах, особенно среди женщин.